# إميليو خوسيه فيكييرا
إميليو خوسيه فيكييرا (بالإسبانية: Emilio Viqueira) (مواليد 20 سبتمبر 1974 في سانتياغو دي كومبوستيلا - إسبانيا) لاعب كرة قدم إسباني يلعب حاليا لصالح نادي الدرجة الأولى خيريث الإسباني منذ 2008 في مركز الوسط المدافع .

## روابط خارجية
- إميليو خوسيه فيكييرا على موقع قاعدة بيانات كرة القدم.إي يو (الإنجليزية)
- إميليو خوسيه فيكييرا على موقع Soccerway.com (الإنجليزية)
- إميليو خوسيه فيكييرا على موقع عالم كرة القدم.نت (الإنجليزية)